# I Am a Hero
I Am a Hero (яп. アイアムアヒーロー Ай аму а хи:ро:) ー японская манга о зомби-апокалипсисе, написанная и иллюстрированная Кэнго Ханадзавой. Помимо основной истории, манга получила продолжение в виде трёх аналогичных историй, происходящих в других городах: Осаке, Ибараки и Нагасаки.
В октябре 2016 года манга была экранизирована в виде игрового фильма Синсукэ Сато.
На русском языке серию планирует издать «Истари комикс» в формате японского переиздания (омнибус 2-в-1 с твёрдой обложкой).

## Сюжет

### I Am a Hero
35-летний Хидэо Судзуки работает ассистентом мангаки, после того как продажи его собственной работы провалились. Из-за этого он чувствует себя разбитым и страдает от галлюцинаций. Но все меняется, когда люди вокруг становятся зомби из-за ужасающего вируса. Теперь для него самое главное — спасти свою жизнь, сталкиваясь не только с монстрами, но и собственными страхами и сомнениями.

### I am a Hero in Osaka
Главный герой этой истории — менеджер, обожающий мотоциклы. Он едет в аэропорт, чтобы спасти свою девушку и вместе с ней старается выжить в хаосе, в который превратил мир зомби-вирус.

### I am a Hero in Ibaraki
В Ибараки школьник со своей собакой старается помочь своей семье и друзьям избежать заражения.

### I am a Hero in Nagasaki
Бросивший школу фотограф Ямада, страдающий от галлюцинаций, вместе со своим другом, чемпионом по кюдо, отправляются в путешествие на остров Хасима. Но их поездка становится очень опасна из-за вируса.

## Критика
Манга была номинирована на 3, 4 и 5 премии Манга тайсё, выиграла премию Shogakukan Manga Awards.